# THE GREATEST SHOW-NEN
『THE GREATEST SHOW-NEN』（略称：グレショー）は、朝日放送テレビ（ABCテレビ）で2020年11月8日（7日深夜）より2024年3月9日（10日深夜）まで放送されていた演劇ドキュメント番組。Aぇ! group初のレギュラー番組である。

## 概要
関西ジャニーズJr.のユニットAぇ! groupが、コメディからシリアスまで様々なジャンルの演劇を通して、いちエンターテイナーとして成長していく「本気の舞台」をコンセプトにした番組。
2020年11月8日（7日深夜）よりレギュラー放送を開始した。様々な関西発の劇団・演出家・脚本家たちとコラボレーションし一つの舞台を作り上げていく番組で、番組前半は舞台が出来るまでの「裏側」、後半は一発勝負の本番の「演劇」をピックアップして放送している。
2022年10月、番組発の舞台上演が決定した。
2023年12月30日にAぇ! groupの福本大晴がコンプライアンス違反によって所属事務所とのマネジメント契約を解除されたことを受け、翌2024年より当面の番組休止が発表された。その後、2024年1月20日から放送再開したものの、3月9日でレギュラー放送を終了した。

## 出演者
- Aぇ! group
  - 正門良規
  - 末澤誠也
  - 草間リチャード敬太
  - 福本大晴
  - 小島健
  - 佐野晶哉

## 各公演あらすじ
第一回公演「マダムの休日」
脚本・演出 - 諏訪雅／劇団 - ヨーロッパ企画
「レンタル彼氏」として大金持ちのマダムの家にやってきた6人（演 - Aぇ! group）が大金を手に入れるためマダムの無理難題に応えていく。マダムの心を解すため、出会ったばかりの6人は即興でバンド演奏をすることに。
第二回公演「アリーズ in Aぇ! ワールド」
脚本・演出 - 川下大洋／劇団 - Piper
社内で「アリーズ」と呼ばれているサラリーマンのアリマ（演 - 正門良規）とアリヨシ（演 - 福本大晴）は勤めていた会社が嫌になり、路上生活者になろうととある川辺を訪れる。川辺に突然現れたウサギ（演 - 草間リチャード敬太）を追いかけた「アリーズ」の2人は、時空の歪んだマンホールからどこか見覚えがある不思議な世界にやってきてしまう。
第三回公演「スタンダップ！」
脚本・演出 - 上田一軒（スクエア）
生真面目な青年・康助（演 - 正門良規）とガラの悪い青年・恭平（演 - 小島健）。2人は「スタンダップ」というお笑いコンビを組んでいるが、どうも馬が合わない。また、後輩コンビの「ハーフ&ハーフ」（演 - 佐野晶哉,草間リチャード敬太）の勢いに気圧されていた。そんな「スタンダップ」はマネージャーの吉野（演 - 末澤誠也）にお笑いイベントのメインMCの仕事を依頼される。
第四回公演「Super Wednesday」
脚本・演出 - 村角太洋／劇団 -  THE ROB CARLTON
12月の第二水曜日。二年生の礼央（演 - 末澤誠也）は生徒会長に立候補しているものの、中間発表の時点でダントツの最下位。そんな礼央と副会長候補の真（演 - 佐野晶哉）たちは、田中（演 - 高阪勝之）や山城（演 - 村角ダイチ）の協力を仰ぎ一時間後に迫る討論会への準備をしていた。そんな中、山城は「秘策」として三年生に人気のある二年生の生徒・シゲ（演 - 正門良規）を連れてくる。
第五回公演「おしりと御飯」
脚本・演出 - 福田転球
ヤクザで元受刑者の青年・義理堅木人情（演 - 小島健）は、社会復帰のために裏社会から足を洗おうと奮起する。しかし、ヒョウ柄の謎の人物（演 - 正門良規）が度々人情の前に現れ、人情の見る夢を醒ましていく。謎の人物のことがどうも気がかりな人情だが、社会復帰を目指し居酒屋のバイトの面接へ向かう。
第六回公演「銀河鉄道の夜」
脚本・演出 - 菜月チョビ／劇団 - 劇団鹿殺し
アルバイトに明け暮れる孤独で空想好きな少年・ジョバンニ（演 - 正門良規）は、唯一の友人であるカンパネルラ（演 - 福本大晴）が自分をいじめるガキ大将のザネリ（演 - 草間リチャード敬太）たちと親しくしていることに寂しさを感じていた。星のお祭りの夜、ジョバンニは一人で天気輪の丘を目指す。すると気づけばジョバンニは、カンパネルラと銀河鉄道に乗って「星めぐりの旅」に出ていたのだった。
第七回公演「一番のサンキュウ！」
脚本・演出 - 岡部尚子（劇団空晴）
男子社員寮の物置部屋。物置部屋にやってきたカワタ（演 - 正門良規）は、簡易式のベビーベッドが置かれているのを発見する。後輩のソラオ（演 - 佐野晶哉）の先導で、そのベビーベッドの中にいた人形の赤ちゃん・タイキをとある事情から本物の赤ちゃんとして扱うことになったが、カワタだけは物置部屋をすぐに出て行ってしまう。
第八回公演「いるかボーイズ」
脚本・演出 - 竹田モモコ,チャーハン・ラモーン／劇団 - 劇団ばぶれるりぐる
高知県・土佐清水市にある水族館。そのバックヤードに水槽販売会社の営業マン・福本（演 - 福本大晴）と佐野（演 - 佐野晶哉）が訪れていた。イルカの声が聞こえるいるかトレーナーの正門（演 - 正門良規）、いるかアレルギーの末澤（演 - 末澤誠也）、いるかボーイズのリーダーの小島（演 - 小島健）、ベテラントレーナーの泥谷（演 - 泥谷将）などの個性豊かな面々はぶつかり合いっぱなし。果たしてショーは成功するのか？
第九回公演「霊霊」
脚本・演出 - 西田悠哉／劇団 - 劇団不労社
嵐の中、僻地にある旅館「たま」に到着したYouTuber・リアルブラック。ドッキリの為に創作の怪談話を作っていたビッグ（演 - 小島健）とユカイ（演 - 福本大晴）だったが、そのドッキリが次第に現実のものに変わっていく。そんな中、リアルブラックの元メンバーで、現在は旅館「たま」で働いているタダシ（演 - 正門良規）とたまたま再会する。
特別公演「新幹線にて」
演出 - 上田慎一郎
大阪から東京へ向かう新幹線に乗る劇団ステップのメンバー。個性豊かな座長（演 - 佐野晶哉）の指導のもと台本を読み始めた面々だったが、突如座長から劇団ステップの新メンバーが名古屋から乗車してくることが明かされる。
第十回公演「HAPPY ENDie」
脚本・演出 - 大熊隆太郎（劇団壱劇屋）
ジンタ（演 - 小島健）は、親友のユウキ（演 - 佐野晶哉）が殺されてしまう運命を変えるために警官（演 - 草間リチャード敬太）と不思議な世界を何度もループすることになる。しかし、ユウキを殺した張本人である犯人（演 - 福本大晴）は、「犯人は自分ではない」という言葉を繰り返しながらユウキを殺してしまうことに怯えていた。
第十一回公演「WARAKASHI 〜笑か師〜」
脚本・演出 - お〜い!久馬（ザ・プラン9）
漫才師のタカ（演 - 小島健）は、お笑いにやる気のない相方・マイク（演 - 草間リチャード敬太）にうんざりしていた。そんな中、タカは最近漫才コンビを解散した先輩の山田（演 - 末澤誠也）から新コンビ結成の誘いを受ける。そこに、優勝賞金5000万円のお笑いショーレース「笑か師への道」の開催が予告される。
第十二回公演「大暴力」
脚本・演出 - 福谷圭祐（匿名劇壇）
フラッシュフィクションの稽古をしている不仲のアイドルグループ（演 - Aぇ! group）。続く稽古の中、メンバーの怪我やSNSの流失が原因で、メンバー間の溝は埋まらないほどに深くなっていってしまう。
第十三回公演「幕末」
脚本・演出 - 坂田大地／劇団 - 劇団そとばこまち
時は幕末、佐幕派として活躍する「新撰組」1番隊長の沖田総司（演 - 福本大晴）と勤王派として長州と薩摩を繋げた坂本龍馬（演 - 正門良規）。本来出会うことのない二人であったが、とある少女との出会いを通してお互いの対立した立場や正体を知らないまま親しくなっていく。
しかしそんな中、新撰組や見廻組に追われる立場である龍馬と彼の正体を知らない総司は、ついに直接対峙することになってしまう。
第十四回公演「美しい人」
脚本・演出 - 大野裕之／劇団 - 劇団とっても便利
不況でホームレスが増加している架空の日本に発令された改革、「美しい人」計画。ホームレスを廃美術館に展示し、彼らに「美しい草花」を育てさせ国民神殿に捧げる供物にするというこのプロジェクトの担当になった兄弟のジュウロウ（演 - 末澤誠也）とゴロウ（演 - 福本大晴）。
美しい人たちの人権を無視したアイデアを政府に伝えるゴロウに対し美しい人計画を訝しむジュウロウは、かつての幼馴染で今は美しい人の檻に閉じ込められている青年・コウ（演 - 佐野晶哉）と再会する。
第十五回公演「ほなさいなら」
脚本・演出 - 野村尚平（令和喜多みな実）／劇団 - 劇団コケコッコー
木村家の母・キミ子の通夜。帰ってこない長男・幸一や母と喧嘩して家を出てきりの次男・雄二（演 - 末澤誠也）に変わって喪主を務めることになった三男の三哉（演 - 佐野晶哉）。幼馴染たちと母がいなくなった悲しみに向き合おうとするが、突然雄二が木村家に帰宅し、再会したての兄弟は正面からぶつかり合ってしまう。そんな中、キミ子の「友達」を名乗る年若き青年・若井雍介（演 - 正門良規）が弔問に訪れる。
第十六回公演「鬱憤」
脚本・演出 - 藤井颯太郎（幻灯劇場）
日常に突如襲いかかった未知の感染症「ヒノワ」。古崎佑理（演 - 草間リチャード敬太）は恋人の同居人・堤優弥（演 - 佐野晶哉）の発熱をきっかけに彼から糸電話でコミュニケーションを取る事を提案される。パンデミック後、佑理の働く村上書店では清水慎二（演 - 小島健）の言動が鍵となり人気作家・花岸叶のサイン会が行われることになっていた。そんな中、清水の友人でヒノワ流行をきっかけに詐欺商品の販売で大儲けをしていた峠悠太（演 - 福本大晴）は、自身が騙していた顧客の中に小学校からの幼馴染・村上倫也（演 - 正門良規）がいたことを知る。

## スタッフ
- 構成：武輪真人
- TM：岩橋貞成
- SW・TD：中谷祐喜
- VE：岡田光司
- CAM：錦戸浩司、田中康彦、山本久、藤本智也、名河内莉央、大西拓紀
- CA：山内将太郎、山口小百合、北原史香
- MIX：滝川毅、山中康男
- ホールPA：大山祐馬
- AUD：井上紗央里、中川こころ
- LD：岡崎麻衣、重國裕治
- 照明：相澤裕一、中川芽実、梶田拓也、滝口円香、桒原一愛
- EED：今西政之、三村理沙子
- 音効MA：三木直彦、重松磨奈
- 美術：大屋信徹
- 編成：鈴鹿相哉
- PR：竹内一平
- デスク：田村圭
- AD：坂西つくし
- AP：前川裕美（以前はデスク）
- ディレクター：高田勲、惠村悟、富山将嗣、山口健四郎
- 舞台監督：西野真梨子
- 総合演出：松本一央
- プロデューサー：山下浩司、綾川由里絵
- 制作協力：ABCリブラ
- 制作著作：ABC TV

### 過去のスタッフ
- 編成：松田えみり
- プロデューサー：山田敬文、春名雄児

## 舞台ツアー
2022年、ヨーロッパ企画と再タッグを組んだ初の舞台ツアー『ガチでネバーエンディングなストーリぃ！』が上演された。全41回公演。

### 日程（舞台）
- 2022年12月9日 - 15日、森ノ宮ピロティホール
- 2022年12月20日 - 2023年1月15日、東京グローブ座
- 2023年1月24日 - 25日、上野学園ホール（広島県立文化芸術ホール）
- 2023年1月31日 - 2月2日、東海市芸術劇場 大ホール

### スタッフ（舞台）
- 演出・脚本 - 諏訪雅
- 監修 - 上田誠